# 菅原弘明
菅原弘明（すがわら ひろあき、1960年5月13日 - ）は、日本の作曲家、編曲家、キーボーディスト。秋田県仙北郡角館町（現在の仙北市）出身。前妻はシンガーソングライターの鈴木祥子。

## 略歴
YMOに影響を受け、シンセサイザーとシーケンスを学ぶ。1985年に音楽プロデューサー藤沢宏光の紹介により、高橋幸宏のマネージメント会社「オフィス・インテンツィオ」へ入社。シンセサイザープログラマーとして坂本龍一、高橋幸宏等のレコーディングへの参加を経て、1990年頃からアレンジャーとしての活動を開始。ホッピー神山、DJ forceらとTHE Sabotenとしても活動。
現在は生活拠点を故郷である秋田県仙北市に移し、ソロ作品の発表やライブ、プロデューサー業を中心に活動している。

## 主な楽曲提供
- いきものがかり 「Happy Smile Again」（編曲）
- 石井聖子「月桃」（作曲・編曲）
- かとうれいこ「ハーフムーンは傷ついてる」（編曲）
- 川村カオリ「LOVE REAL ACTION」（編曲）
- 吉川晃司「KISSに撃たれて眠りたい」（編曲）、「アクセル」（編曲）、「エロス」（編曲）、「恋のジェリーフィッシュ」（編曲）
- 鈴木祥子「ラジオのように」（編曲）、「あなたを知っているから」（編曲）、「Angel」（作曲・編曲）
- RIKKI「カナリア」（作曲・編曲）
- L'Arc〜en〜Ciel「Coming Closer」（編曲）、「LOST HEAVEN」（キーボード編曲）
- 比屋定篤子「まわれ まわれ」（作詞：比屋定篤子　作曲：小林治郎　編曲：菅原弘明）